# Convention commerciale tripartite de 1799
La convention commerciale tripartite de 1799, composée de huit articles et deux annexes, fut signée le 13 juin 1799 à Saint-Domingue entre le général anglais Thomas Maitland, les États-Unis et Toussaint Louverture pour la nouvelle république d'Haïti. La donne économique mondiale vient d'être bouleversée par la révolte des esclaves de Saint-Domingue, qui représente alors la moitié de la production mondiale de coton et de café et un tiers de celle de sucre.

## Histoire

### Le contexte de pénurie de matières premières
Conséquence immédiate de la Révolution haïtienne qui fait rage dans les années 1790, dans les grands ports français, les négociants ne peuvent plus approvisionner leurs clients européens en café. La marchandise, dont les prix s'envolent, est livrée par des navires américains dont le trafic est capté par les grands ports du nord de l'Allemagne, Hambourg, Lubeck et Brême, pour une valeur multipliée par 40 en dix ans, pour approcher les 18 millions de dollars en 1799. Une partie de ces navires américains étaient encore des bateaux de commerce sous pavillon britannique peu avant la fin de la Guerre d'Indépendance américaine, en 1784, même si les Anglais avaient pris soin de rapatrier les plus gros, obligeant la jeune république américaine à un effort inédit de construction navale, financé par la dette publique.
À partir de 1791, la Révolution haïtienne incite Hambourg à trouver de nouveaux fournisseurs pour alimenter ses clients. Entre 1790 et 1795, le café venu de France dans le port allemand passe de 6949 tonnes à 439 tonnes (15 fois moins), tandis que celui venu d'Angleterre passe de 121 tonnes à 8912 tonnes. Au cours des années 1790, le nombre annuel de navires entrant à Hambourg augmente de 43 %, et les tonnages progressent de 42 % pour le coton, de 98 % pour le sucre et de 111 % pour le café. Les négociants allemands les attirent en acceptant de payer un tiers du volume livré dès la livraison, voire les deux tiers, et prennent l'habitude d'acheter la marchandise pour leur propre compte, afin de profiter de l'explosion de sa valeur.

### Les conséquences de la quasi-guerre
En août 1798, alors que la victoire militaire de Toussaint Louverture était acquise, il avait déjà signé avec le général anglais Thomas Maitland une convention secrète pour mettre fin à la guerre, qui sera prolongé par la convention dite de l'Arcahaie, du nom d'une petite localité du nord de l'île.
Au début de la quasi-guerre (1798-1800), en novembre 1798, le général noir Toussaint Louverture, devenu maître de l'île, avait dépêché aux États-Unis un agent, Bunel, porteur d'une lettre pour le président américain John Adams. Toussaint Louverture s'y étonnait que le commerce entre les deux pays ne soit pas plus développé. Les fédéralistes et les nordistes sont à cette époque en général favorables à un développement des relations avec Louverture. Dès la fin 1798, des commerçants américains de la côte est commencent à faire des avances à Toussaint Louverture. L'île était encore en 1790 le premier producteur mondial de coton et de café, avec dans les deux cas la moitié des exportations mondiales.

### Les conditions militaires de la convention commerciale tripartite
La convention commerciale, signée au printemps 1799, associait le général anglais Thomas Maitland, les États-Unis et Toussaint Louverture, pour l'ouverture au commerce des deux premiers ports de l'île, sous réserve que les pirates français n'y aient plus le droit d'accoster. La négociation fut dirigée par le consul des États-Unis dans l'île, le docteur Edward Stevens, qui venait d'être nommé par le président américain fédéraliste John Adams. Sa présence a permis de rallier des Anglais très réticents : depuis 1794 et le traité de Whitehall, signé avec les grands planteurs français, les Anglais étaient en guerre contre Toussaint Louverture. La convention commerciale tripartite de 1799, par lequel le leader de la révolution noire s'engageait à ce qu'aucun navire corsaire français ne puisse se ravitailler dans l'île, avait aussi des objectifs militaires. Parmi ces corsaires, Frédéric de Gardarens de Boisse navigue entre Cuba et Haïti, entre 1798 et 1800, sur l'aviso La Confiance, et se fait arrêter à Haïti, emprisonner puis doit embarquer de force sur un navire américain.
Les États-Unis prirent la convention commerciale au sérieux, et accordèrent une protection militaire pour que les convois commerciaux puissent résister aux pirates français. Une armada de 50 navires américains sillonnait alors la Caraïbe avec pour destination principale Saint-Domingue. Stevens s'arrangea cependant pour qu'une partie des navires français, les plus sûrs, puissent continuer à commercer avec l'île.

### L'effet important sur le commerce
La convention eut un effet important sur le commerce, de très nombreux bateaux américains alimentant les ports de l'île. Des bateaux d'autres pays, allemands, anglais ou neutres étaient également bénéficiaires de la reprise d'une activité économique normale.
L'arrivée à Cuba de réfugiés de Saint-Domingue après l'armistice du 30 mars 1798 en voit beaucoup devenir corsaires lors de la quasi-guerre, sur fond de convention commerciale tripartite de 1799, ce qui va nourrir la piraterie des années 1800 dans la Caraïbe et donne un premier coup de fouet au trafic commercial à Cuba comme le montrent les valeurs produites par le port de Cuba entre 1797 et 1801, une partie venant des prises des corsaires français attaquant les navires américains commerçant avec Saint-Domingue :
| Année   | 1797   | 1798   | 1799   | 1800   | 1801    |
| Tonnage | 32 449 | 46 097 | 76 475 | 84 668 | 116 023 |

Le commerce de l'île se rétablit progressivement et atteint 64 millions de livres en 1801 contre 47 millions de livres en 1800. À partir de 1801, Napoléon tenta même d'annexer la partie orientale de l'île où vivaient les colons espagnols, ce qui amène une grande partie d'entre eux à émigrer à Cuba, avant même que Napoléon ait pu les convaincre de rester en concrétisant l'expédition de Saint-Domingue.
Cette convention n'eut cependant que six années d'existence. Le 20 juillet 1801, Thomas Jefferson, nouveau président des États-Unis, expliqua à l'ambassadeur français, Louis-André Pichon, qu'il n'approuvait pas le régime de Toussaint Louverture, et que les États-Unis ne s'opposeraient pas à une tentative française de reconquête de l'île. Le chancelier Talleyrand pleura de joie en apprenant le changement de position américain par son ambassadeur. Cinq mois plus tard, l'expédition de Saint-Domingue était ordonnée par Bonaparte et démarrait en janvier 1802. L'expédition est un fiasco, mais en janvier 1806, sous la pression de Bonaparte, le président Thomas Jefferson décrète un embargo commercial contre la nouvelle république d'Haïti.